# Gomphidiaceae
Gomphidiaceae is een botanische naam, voor een familie van schimmels. Volgens de Index Fungorum [9 maart 2009] bestaat de familie uit de volgende zeven geslachten: Brauniellula, Chroogomphus, Cystogomphus, Gomphidius, Gomphogaster en Leucogomphidius.